# Ajuntament de Pallejà
L'Ajuntament de Pallejà o Casa de la Vila és una obra del municipi de Pallejà (Baix Llobregat) inclosa en l'Inventari del Patrimoni Arquitectònic de Catalunya.

## Descripció
En els seus inicis va ser un edifici residencial que es va fer construir Isidre Tarruella envers l'any 1890. No fou fins a la dècada de 1970 que esdevingué la seu del consistori municipal de Pallejà. Té la façana a tramuntana, formada per un cos avançat amb terrassa sobre planta, envoltada d'una balustrada. Enretirades d'aquest cos hi ha dues torres que s'alcen sobre el pis, ornamentades amb frontons curvilinis, palmetes i garlandes classicitzants, de pedra, mentre que el paredat és de maons. Posteriorment l'edifici fou ampliat amb un altre cos adossat a migdia.

## Història
Construïda a finals del segle xix.